# Ludolf Schjelderupbreen
De Ludolf Schjelderupbreen is een gletsjer op het eiland Nordaustlandet, dat deel uitmaakt van de Noorse eilandengroep Spitsbergen.
De gletsjer is vernoemd naar kapitein Ludolf Schjelderup die meevoer met een expeditie in het gebied.

## Geografie
De gletsjer is zuidoost-noordwest georiënteerd en heeft een lengte van meer dan twee kilometer. Ze wordt gevoed vanuit Palanderisen en Sørdomen (Austfonna) en mondt in het noorden uit in het Wahlenbergfjorden.
Ten oosten van de gletsjer ligt op ruim vier kilometer de gletsjer Hårbardbreen.